# کتابداران (فیلم)
کتابداران (انگلیسی: The Librarians) فیلمی در ژانر اکشن و مهیج است که در سال ۲۰۰۳ منتشر شد. از بازیگران آن می‌توان به اندرو دیوف، اریکا النیاک، آمائوری نولاسکو و کریستوفر اتکینز اشاره کرد.